# Endoscopia
L'endoscopia (dal greco ἔνδον èndon, "dentro, interno" e σϰοπή skopê, "osservazione") è un metodo di esplorazione dal punto di vista medico che permette di visualizzare l'interno del corpo.
Per questo esame viene utilizzato un endoscopio, un particolare strumento dotato di un tubo da inserire nel paziente (guaina introduttiva) sulla cui testa sono presenti una telecamera, delle lentine luminose (fasci di luce a fibra ottica) e dei canali, all’interno della guaina introduttiva oltre ai cavi della telecamera e i fasci luminosi possono essere presenti anche dei canali, i più comuni in un colonscopio flessibile standard sono: canale operatore (o canale bioptico) utilizzato per aspirazione e al cui interno possono scorrere gli strumenti utilizzati per le piccole operazioni o prelievi, canali a/w (air: aria per insufflazione e dilatazione permettendo allo strumento di avanzare, water: acqua per il lavaggio della lente telecamera), canale di lavaggio mirato (per lavare un’area esposta alla visione), la testa di uno strumento flessibile si può orientare, in base al tipo di strumento, in quasi tutte le posizioni (Up-Down-Left-Right per i gastroscopi, colonscopi, duodenoscopi, enteroscopi e Up-Down per i broncoscopi) dall’utilizzatore, alcuni endoscopi, più comunemente i gastroscopi, possono orientare la testa di 210 gradi (retroversione).
L'endoscopia può essere utilizzata sia per la diagnostica, sia per l'esecuzione di interventi terapeutici (endoscopia operativa), sia ancora come strumento di supporto durante un intervento chirurgico.
La broncoscopia è l'esame specifico per l'esplorazione dei bronchi, così come la colonscopia è l'esame del colon, etc.
Gli endoscopi si inseriscono quando è possibile per via naturale, di solito per via orale. A volte invece è necessario un intervento per creare un'adeguata via d'accesso allo strumento, come nel caso della toracoscopia, della laparoscopia o della epiduroscopia (in questo caso si parla di endoscopia chirurgica).
Una tecnica meno invasiva consiste nell'assunzione di una piccola capsula, che contiene una microtelecamera e memoria flash, e viene normalmente espulsa attraverso le feci. La capsula fornisce al medico immagini tridimensionali ad alta risoluzione, che può avanzare per singolo fotogramma ed impiegata per l'esame dell'intestino tenue, principalmente per la ricerca di fonti di sanguinamento occulto, non osservabili con l'esofagogastroduodenoscopia o con l'ileo-colonscopia.

## L'endoscopio
L'endoscopio, cioè lo strumento ottico utilizzato per eseguire l'endoscopia, è costituito da un tubo rigido e flessibile; serve ad osservare cavità non visibili normalmente.

## Usi

### Otorinolaringoiatria
Effettuata sotto anestesia generale, la laringoscopia diretta permette di visualizzare la laringe e le corde vocali. La rinofibroscopia permette l'esame delle fosse nasali, della laringe e della faringe. Infine la sinuscopia, con un'anestesia locale, permette di osservare lo Stato delle mucose nasali.

### Pneumologia
La fibroscopia dei bronchi permette d'osservare la trachea e i bronchi. L'esame si fa sotto anestesia locale o generale. La pleuroscopia esplora la cavità pleurale (lo spazio tra 2 strati di pleura), sotto anestesia locale o generale.

### Gastroenterologia

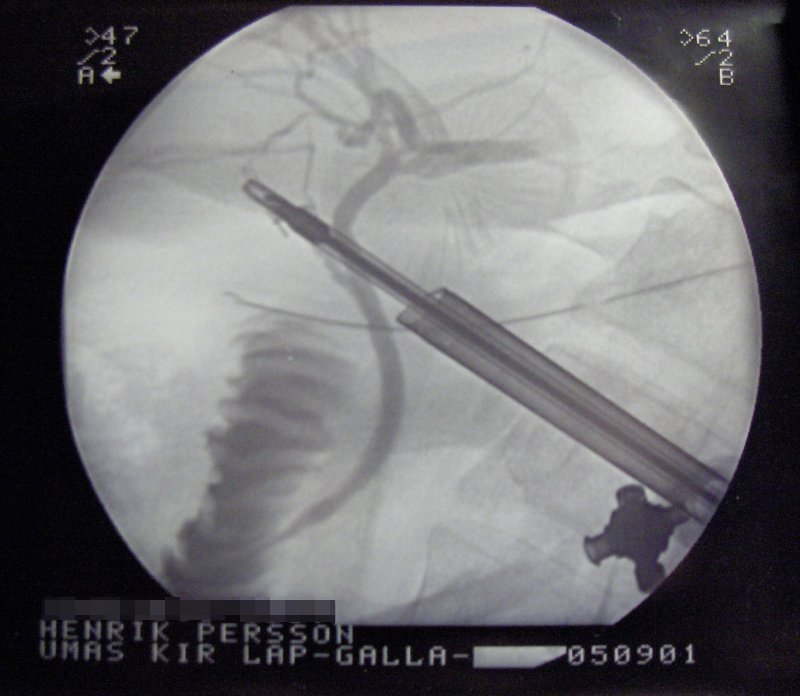
Laparoscopia.

L'anoscopia (che permette di osservare l'ano) e la rettoscopia (per le mucose del retto) si fanno senza anestesia, con uso di strumenti monouso di solito di plastica trasparente, con illuminazione tramite un canale laterale, rigidi. 
La Rettosigmoidoscopia non richiede una preparazione troppo disagevole, si fa con uno strumento flessibile e a volte senza sedazione e senza anestesia consente di visualizzare tutto il retto e una parte o la totalità del sigma. 
La colonscopia richiede preferibilmente sedazione-analgesia e talvolta va prudentemente eseguita in anestesia; può essere parziale o completa, e comportare o meno l'esame dell'ultimo tratto dell'ileo, ma certamente prevede una adeguata preparazione e pulizia dell'intestino, e di visualizzare tutto il colon e il retto.
L'endoscopia 'alta' ovvero del tubo digerente superiore (esofagogastroduodenoscopia dell'esofago, dello stomaco e del duodeno) e quella del tubo digerente inferiore (colonscopia dell'intestino crasso), permettono di individuare eventuali infiammazioni, polipi, tumori, diverticoli, ulcere e altre lesioni. Si pratica di solito un'anestesia orofaringea (locale), ma a volte è indicata ed opportuna una sedazione - analgesia, e in casi meno frequenti una vera anestesia generale].
Tramite laparoscopia si esplora la membrana che riveste la cavità addominale, la superficie del fegato, la cistifellea ed è effettuata in anestesia generale. Tramite toracoscopia si esplora la cavità toracica, con particolare riguardo alla pleura, ai polmoni, all'esofago, al mediastino ed al diaframma.
Tutte le procedure endoscopiche relative all'apparato digerente sopra - accennate si sono ampiamente evolute negli ultimi 30 anni, risultano in continua evoluzione tecnologica, e consentono oggi sia procedure invasive parachirurgiche sia veri e propri interventi che si avvalgono sempre più spesso anche di tecnologie robotiche (chirurgia robotica per via laparoscopica).

### Ginecologia/Ostetricia
L'amnioscopia, la quale non necessita di alcuna anestesia, è l'esame del liquido amniotico nel quale è immerso il feto.
La fetoscopia (esame del feto), rara, avviene sotto anestesia generale.
L'isteroscopia è l'esame della cavità uterina. Permette di evidenziare setti, sinechie, polipi, miomi. Utilizzando appositi isteroscopi dotati di minuscoli strumenti è possibile rimuovere alcune di queste patologie, talora anche ambulatorialmente, senza ricorso all'anestesia.

### Urologia
La cistoscopia è l'esame della vescica. Si pratica senza anestesia nella donna e con anestesia locale nell'uomo.

### Reumatologia
L'artroscopia osserva le articolazioni, e viene fatta di solito in anestesia generale.